# Boris Kollár

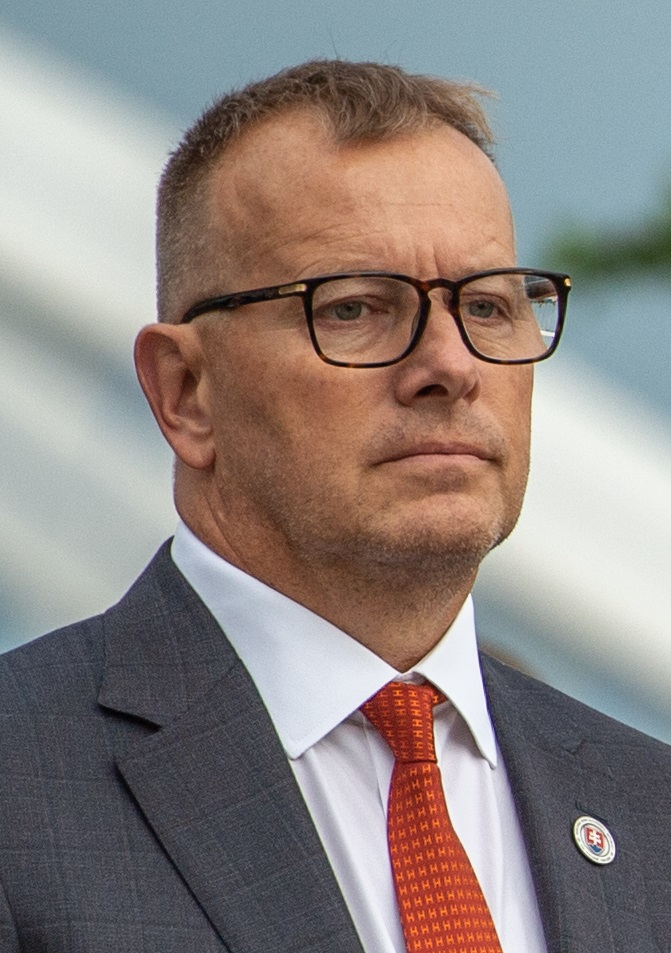
Boris Kollár (2022)

Boris Kollár (* 14. August 1965 in Bratislava) ist ein slowakischer Politiker und Unternehmer, Vorsitzender der Partei Sme rodina und von 2020 bis 2023 Parlamentspräsident des Nationalrats.

## Lebenslauf
Boris Kollár wuchs in ärmlichen Verhältnissen auf und wurde nur durch seine Mutter erzogen. Er studierte am Alexander-Markuš-Gymnasium in Bratislava.
Er begann seine Karriere als Unternehmer und bereits vor der Samtenen Revolution im Jahr 1989 betrieb er nach eigenen Worten ein Computergeschäft. In den 1990er Jahren gründete er die Aktiengesellschaft 1. Tatranská, die sich überwiegend mit Betrieb von Skihotels und -liften beschäftigte, wie in Donovaly, Liptovské Revúce und Vysoké Tatry. Seit 1999 ist er Besitzer des kommerziellen Rundfunks Fun rádio und hat Anteile an mehreren Gesellschaften. Er besitzt zudem mehrere Immobilien, wie zum Beispiel eine Villa in Miami in den USA.
Eine Hochschule absolvierte er erst zwischen 2010 und 2015 an der privaten Stredoeurópska vysoká škola (deutsch Mitteleuropäische Hochschule) in Skalica.

## Politische Karriere
Kollár stieg 2010 in die Politik ein mit der Partei Únia – strana pre Slovensko (deutsch Union – Partei für die Slowakei), die aber bei der Wahl 2010 mit 0,7 % deutlich den Einzug ins Parlament verfehlte.
Mit der Übernahme der Partei Strana občanov Slovenska (deutsch Partei der Bürger der Slowakei) und deren Umbenennung in Sme rodina – Boris Kollár im Jahr 2015 versuchte er zum zweiten Mal eine politische Karriere zu machen und errang bei der Wahl 2016 als sechsstärkste Partei 11 Sitze im Nationalrat, die anschließend in die Opposition ging.
Bei der Wahl 2020 landete die Partei mit 8,2 % der Stimmen und 17 Mandaten am dritten Platz und Kollár selbst wurde am 20. März 2020 als Nachfolger von Andrej Danko zum Parlamentspräsidenten gewählt. Im Juni 2020 wurde Kollár mit Plagiatsvorwürfen hinsichtlich seiner Diplomarbeit konfrontiert und gestand, „gefaulenzt“ zu haben, beharrte aber auf die Legalität des erworbenen Magistertitels und dass er für nichts entschuldigen muss. Das von ihm eingeleitete Misstrauensvotum am 7. Juli 2020 überstand er mit nur fünf Stimmen für seine Absetzung, wobei die kleineren Regierungsparteien Sloboda a Solidarita und Za ľudí kurz vorher den Saal verließen, nachdem beide Kollár zum freiwilligen Rücktritt aufgefordert hatten.
Nach dem Anschlag auf ein Lokal der LGBTI-Community in Bratislava im Oktober 2022 hat er betont, dass er weiterhin zu seinen Aussagen stehe, dass Homosexuelle seiner Meinung nach nicht auf die Straße gehörten.
Bei der Nationalratswahl in der Slowakei 2023 schied seine Partei aus dem Parlament aus

## Persönliches
Kollár ist in der Slowakei als „Don Juan“ bekannt und hatte schon mehrere Partnerinnen. Zu diesen zählen die tschechische Schauspielerin Kateřina Brožová, die slowakischen Moderatorinnen Zuzana Belohorcová und Stanka Pavlová sowie die Schauspielerin Karin Haydu. Er ist Vater von elf Kindern.